# ستيفن ديفيز (لاعب كريكت)
ستيفن ديفيز (17 يونيو 1986 في المملكة المتحدة - ) (بالإنجليزية: Steven Davies)‏ هو لاعب كريكت بريطاني. شارك مع منتخب إنجلترا للكريكت. أما مع النوادي، فقد لعب مع نادي مقاطعة سري للكريكت ‏ ونادي مقاطعة ورسسترشاير للكريكيت ‏ ونادي مقاطعة سومرست للكريكت ‏.

## وصلات خارجية
- ستيفن ديفيز على موقع إي آس بي آن كريك إنفو (الإنجليزية)